# Teatro Nacional de Cataluña
El Teatro Nacional de Cataluña (en catalán: Teatre Nacional de Catalunya), también abreviado como TNC, es un teatro público ubicado en Barcelona y creado por el Departamento de Cultura de la Generalidad de Cataluña.
Se inició su construcción en 1991 siguiendo el diseño del arquitecto Ricardo Bofill, autor de este edificio. El 12 de noviembre de 1996 se estrenó su primera obra, Ángeles en América de Tony Kushner, bajo la dirección de Josep Maria Flotats. Desde entonces se lleva a cabo en sus tres salas (Sala Grande, Sala Pequeña y Sala Tallers) una programación regular, con espectáculos de todo tipo principalmente en catalán.
Xavier Albertí es su director artístico, cargo que está previsto que sea asumido por Carme Portaceli el verano de 2021.